# Religious Technology Center

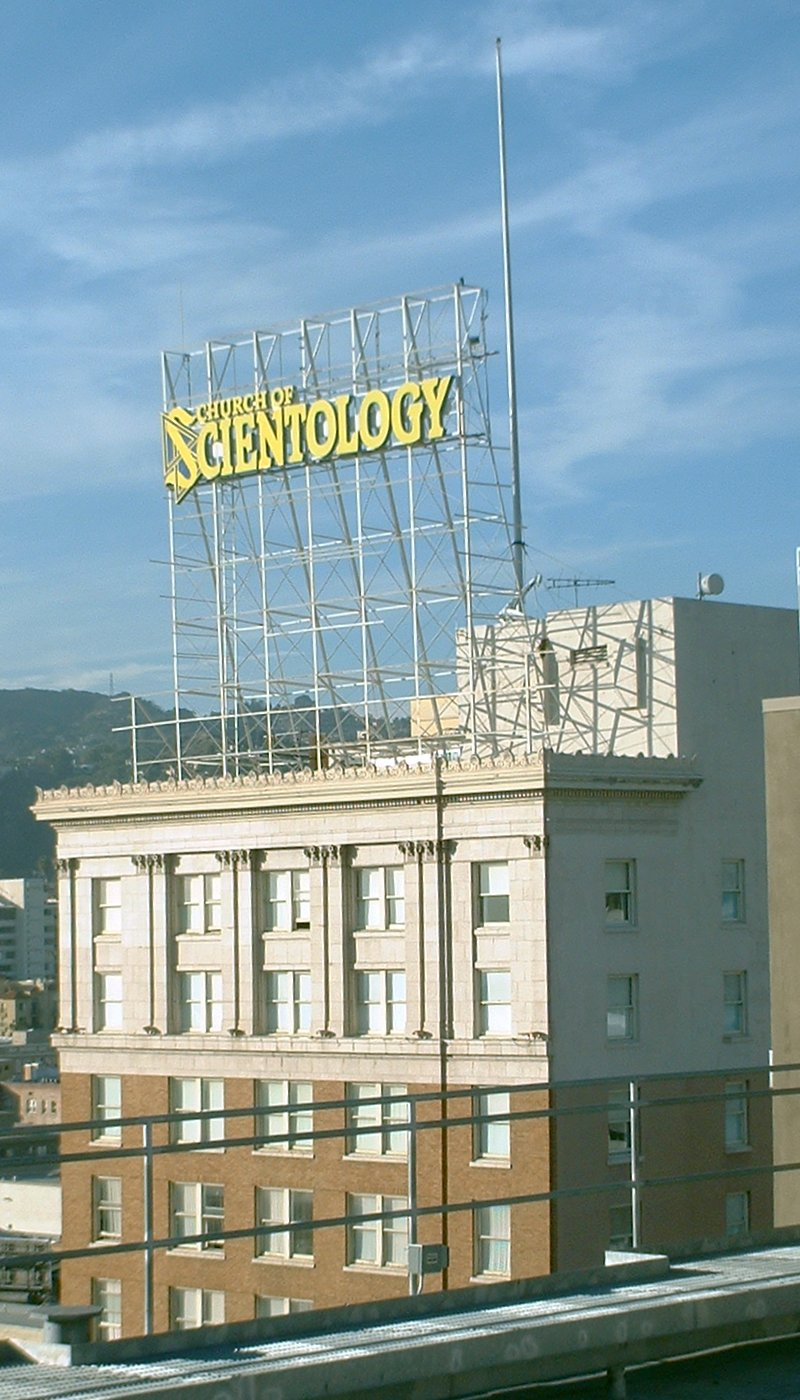
Biura Religious Technology Center w Los Angeles

Religious Technology Center - organizacja zajmująca się ochroną praw Kościoła Scjentologicznego. Zajmuje się też ochroną 'czystości doktryny'. Można ją porównać do katolickiej Kongregacji Nauki Wiary. W przypadku Scjentologów nie jest to jednak część kościoła, tylko niezależna fundacja. Od 1987 roku jest kierowana przez Davida Miscavige.